# Levy Bensabat
Levy Bensabat (31 de Janeiro de 1875 - Alcobaça, 1946), foi um militar e político português, que se destacou durante a Primeira República.

## Biografia
Segundo uma notícia publicada pelo jornal O Século na altura do seu falecimento, nasceu em 31 de Janeiro de 1875. Embora tenha sido educado dentro da religião hebraica, em 1903 converteu-se ao catolicismo.
Adepto dos ideais republicanos, participou na Revolução de 5 de Outubro de 1910, tendo em seguida passado por vários cargos de grande importância dentro do novo regime, como secretário de Teófilo Braga e de Bernardino Machado durante o seu primeiro mandato como Presidente da República, e chefe do gabinete do presidente João Pinheiro Chagas. Também foi um dos colaboradores durante a Revolta de 14 de Maio de 1915. Trabalhou igualmente na Câmara Municipal da Lourinhã, como chefe de secretaria.
Combateu na Primeira Guerra Mundial como alferes miliciano da artilharia de campanha, onde se destacou pela sua coragem, tendo ascendido ao posto de tenente. No entanto, foi atingido por armas químicas, tendo regressado a Portugal com graves problemas de saúde. Posteriormente trabalhou como comissário do governo junto da Companhia dos Tabacos, e tentou iniciar, sem sucesso, uma carreira literária. A sua situação financeira deteriorou-se, tendo sido colocado, com o apoio dos seus amigos, num asilo para a terceira idade em Alcobaça. Esteve aí internado durante cerca de quinze anos, até ter falecido em 1946, aos 71 anos de idade.
Durante a 12.ª edição da Sociedade Nacional de Belas Artes, em 1915, recebeu uma menção honrosa na secção de Arte Aplicada, em esmalte.

## Obras publicadas
- Luz e Sombra (1912)
- Esmaltes artísticos (1915)